# Dactyloceras wiedenmanni
Dactyloceras wiedenmanni är en fjärilsart som beskrevs av Aurivillius 1910. Dactyloceras wiedenmanni ingår i släktet Dactyloceras och familjen Brahmaeidae. Inga underarter finns listade i Catalogue of Life.